# پاپ سواره
پاپ سواره (فرانسوی: Pape Souaré‎؛ زادهٔ ۶ ژوئن ۱۹۹۰) بازیکن فوتبال اهل سنگال است.
از باشگاه‌هایی که در آن بازی کرده‌است می‌توان به باشگاه فوتبال استاد رنس، باشگاه فوتبال لیل، و باشگاه فوتبال کریستال پالاس اشاره کرد.
وی همچنین در تیم‌های ملی فوتبال زیر ۲۳ سال سنگال و سنگال بازی کرده‌است.